# Drugpa-kagyü

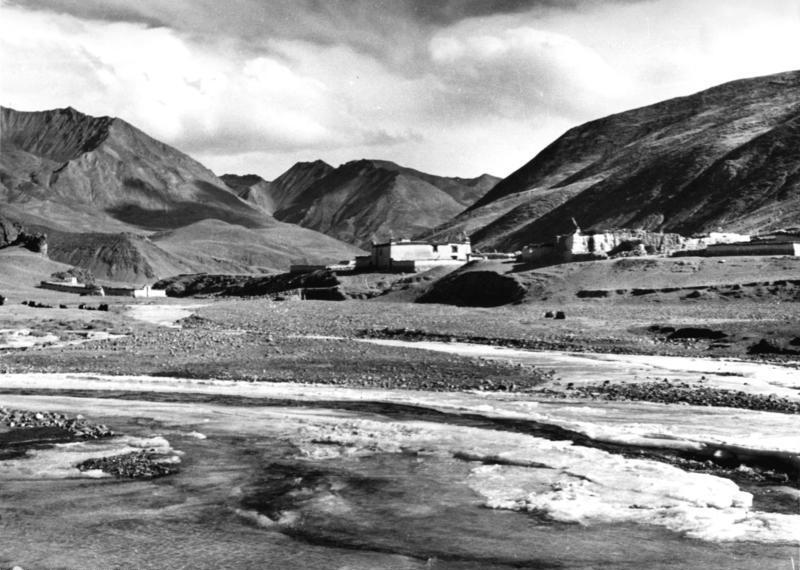
Ralungklostret i Tsang-provinsen i Tibet, det traditionella sätter för Drugpa-skolan.

Drugpa-kagyü (Dzongkha: འབྲུག་པ་བཀའ་བརྒྱུད; Wylie: 'brug pa bka' brgud), eller helt enkelt drukpa, är en gren inom kagyü-skolan inom den tibetanska buddhismen. Den räknas till en av de nya skolorna inom den tibetanska buddhismen. Inom drugpa finns det en rad underskolor, varav traditionen i östra Kham och en skolan i Ladakh är de mest kända. I Bhutan är drugpa den dominerande skolan och statsreligion.
Drugpa grundades i västra Tibet av den asketiske mästaren Tsangpa Gyare (1161-1211), som vid en tidig ålder skall ha bemästrat de tantriska bruken i mahamudra och Naropas sex yogatyper. Under en pilgrimsfärd ska Tsangpa Gyare och hans lärjungar bevittnat nio drakar slungas ut ur jorden, varför det tibetanska ordet för drake ('brug) fick ge namn åt hans gren inom kagyü-skolan. Drake ingår också i det inhemska ordet för Bhutan, där Drugpa numera är statsreligion.
Drugpa leds av den inkarnerade laman Gyalwang Drugpa, vilket är en serie inkarnationer som går tillbaka till Tsangpa Gyare på 1100-talet. Jigme Pema Wangchen (född 1963) är den tolfte Gyalwang Drugpa.